# کلازومن
کلازُمِنای یا کلازُمِنا Klazomenai (به یونانی Κλαζομεναί) یکی از شهرهای یونان باستان واقع در ایونیا است. ویرانه های آن در حال حاضر در شهر اورلا در استان ازمیر واقع در ترکیه امروزی است. آناکساگوراس فیلسوف پیشاسقراطی در این شهر زاده شده است.